# Ruth White (Schauspielerin)

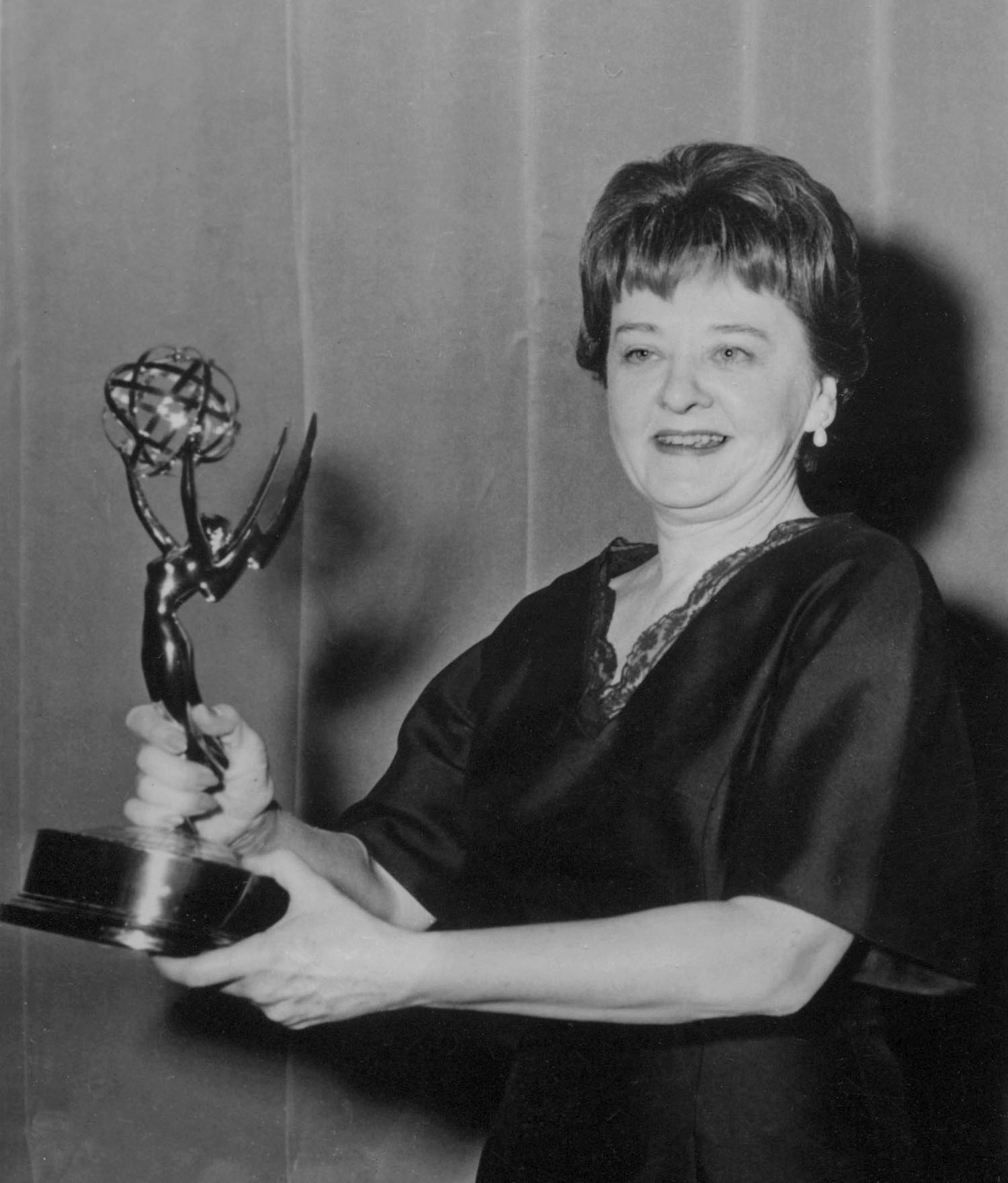
Ruth White mit ihrem Emmy für die Fernsehaufführung des Theaterstücks Little Moon of Alban

Ruth Patricia White (* 24. April 1914 in Perth Amboy, New Jersey; † 3. Dezember 1969, ebenda) war eine US-amerikanische Schauspielerin.

## Leben
Ruth White ist die drei Jahre ältere Schwester des Schauspielers Charles White. Sie schloss 1935 ihr Literaturstudium am New Jersey College for Women, dem jetzigen Douglass Residential College, einem Institut der Rutgers University, ab. Anschließend versuchte sie sich in New York als Schauspielerin zu etablieren, wobei sie mit Maria Ouspenskaya selbst noch Schauspielunterricht nahm und parallel dazu an der Seton Hall University Schauspiel und Drama unterrichtete.
Ihr Broadwaydebüt gab White am 5. April 1949 mit dem von Mervyn Nelson geschriebenen Theaterstück The Ivy Green. Bereits vier Tage später wurde es nach sieben Aufführungen wieder abgesetzt. Dennoch konnte sie sich am New Yorker Theater etablieren und sie spielte fortan regelmäßig auf den verschiedensten Bühnen. Ihren größten Erfolg hatte sie mit ihrer Darstellung der Winnie in Samuel Becketts Happy Days am Off-Broadway, wofür sie als beste Schauspielerin ausgezeichnet mit einem Obie Award wurde. Für ihr Spiel in Harold Pinters Die Geburtstagsfeier erhielt sie 1968 eine Nominierung für den renommierten Tony Award.
Ab Ende der 1950er Jahre war White auch vermehrt im Fernsehen und auf der Leinwand zu sehen, wobei sie bis zu ihrem Tod Nebenrollen in Filmen wie Wer die Nachtigall stört, Hängt ihn höher und Asphalt-Cowboy hatte. Für die Fernsehaufführung des Theaterstückes Little Moon of Alban von James Costigan wurde sie bei der Primetime-Emmy-Verleihung 1964 als beste Nebendarstellerin ausgezeichnet.
Am 3. Dezember 1969 verstarb White im Alter von 55 Jahren an den Folgen einer Krebserkrankung. Gemeinsam mit ihren beiden Geschwistern Charles und Richard ist sie in der Familiengruft auf dem Saint Mary’s Cemetery in ihrer Heimatstadt Perth Amboy beigesetzt.

## Filmografie (Auswahl)
- 1957: Ein Mann besiegt die Angst (Edge of the City)
- 1959: Geschichte einer Nonne (The Nun’s Story)
- 1961: Gnadenlose Stadt (Naked City, Fernsehserie, zwei Folgen)
- 1962: Wagen 54, bitte melden (Car 54, Where Are You?, Fernsehserie, eine Folge)
- 1962: Wer die Nachtigall stört (To Kill a Mockingbird)
- 1963–1965: Auf der Flucht (The Fugitive, Fernsehserie, zwei Folgen)
- 1964–1965: Preston & Preston (Fernsehserie, zwei Folgen)
- 1965: Die Lady und der Tramp (Baby the Rain Must Fall)
- 1965: Nymphomania (A Rage to Live)
- 1966: Der Schatten des Giganten (Cast a Giant Shadow)
- 1967: Der Tiger schlägt zurück (The Tiger Makes Out)
- 1967: Gegen den Strom die Treppe hinauf (Up the Down Staircase)
- 1968: Charly
- 1968: Bizarre Morde (No Way to Treat a Lady)
- 1968: Der schnellste Weg zum Jenseits (A Lovely Way to Die)
- 1968: Hängt ihn höher (Hang ’Em High)
- 1969: Asphalt-Cowboy (Midnight Cowboy)
- 1969: Der Gauner (The Reivers)
- 1971: Fünf Finger geben eine Faust (The Pursuit of Happiness)